# Kikin-Palast

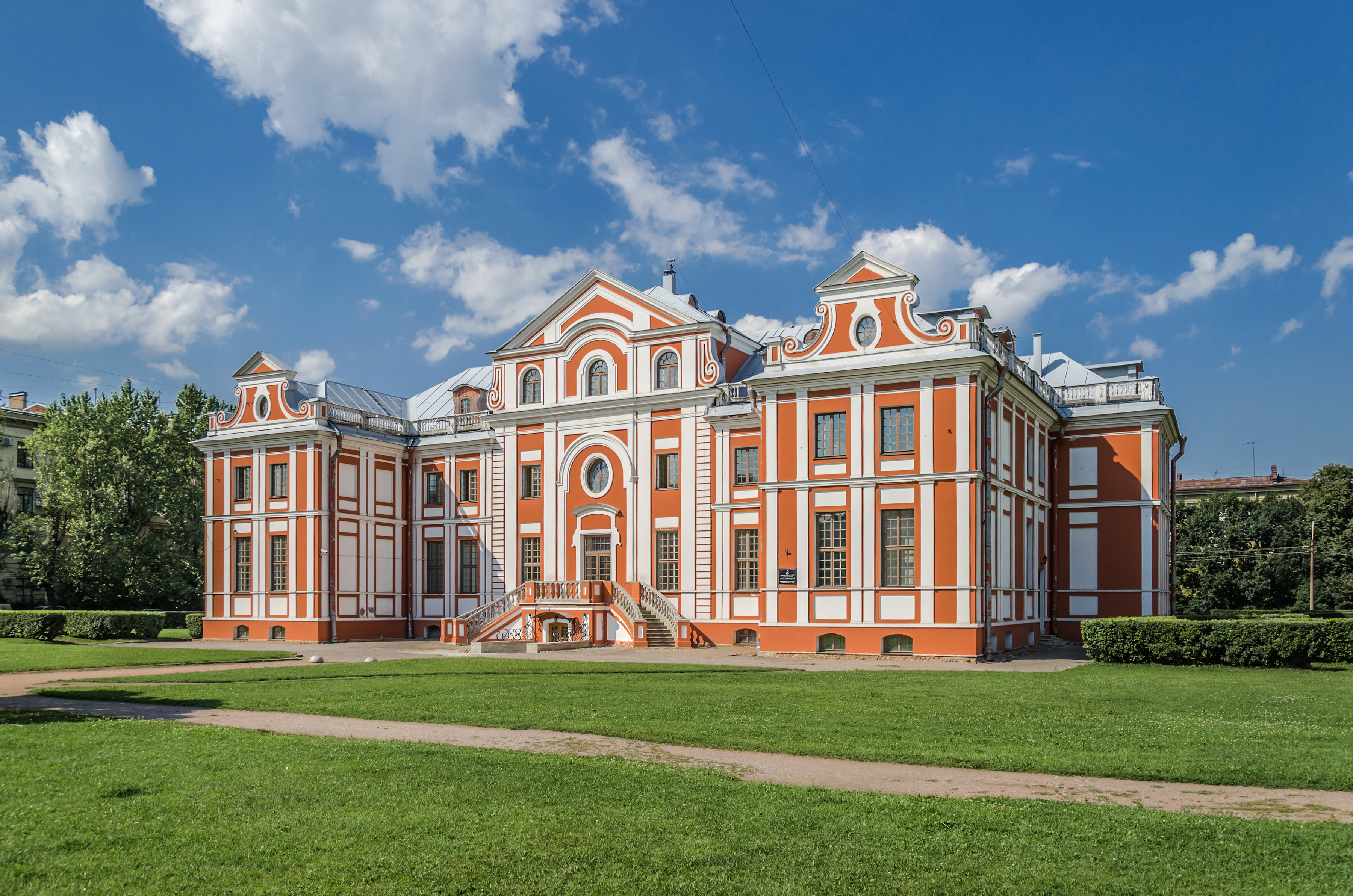
Kikin-Palast

Der Kikin-Palast (russisch Кикины палаты) ist ein kleiner Palast in Sankt Petersburg, erbaut im Stil des petrinischen Barocks.
Der Palast gehörte dem Mitstreiter Peters des Großen Alexander Kikin, der erster Leiter der Petersburger Admiralität war. Das Bauwerk wurde in den Jahren 1714 bis 1720 in der Nähe des Smolny-Instituts (damals Teerfabrik) erbaut. Nachdem Kikin Zarewitsch Alexei im Jahre 1718 zur Flucht verholfen hatte und daraufhin festgenommen und hingerichtet wurde, wurde der Palast in den Staatsbesitz überführt.
In den Jahren 1719 bis 1727 beherbergte er die Sammlung der Kunstkammer sowie die persönliche Bibliothek Peters des Großen. Nach einem Umbau war hier ab 1733 die Kanzlei, das Lazarett und die Kirche des Kavallerieregiments der Leibgarde untergebracht. 1829 wurde der Palast umgebaut, das barocke Originaldekor ging verloren.
Während der Leningrader Blockade wurde der Kikin-Palast stark beschädigt. Zwischen 1952 und 1956 wurde er von Irina Nikolajewna Benua gemäß dem vermuteten ursprünglichen Aussehen wiederaufgebaut. Heute beherbergt das Gebäude ein Musiklyzeum.